# 志和地駅
志和地駅（しわちえき）は、広島県三次市下志和地町にある、西日本旅客鉄道（JR西日本）芸備線の駅である。

## 歴史
- 1915年（大正4年）
  - 4月28日：芸備鉄道開業と同時に同路線の終着駅として設置[2]。
  - 6月1日：芸備鉄道が当駅から三次駅（現・西三次駅）まで路線延伸、途中駅となる。
- 1937年（昭和12年）7月1日：芸備鉄道買収により国有化[2]。国有鉄道芸備線の駅となる。
- 1983年（昭和58年）3月8日：荷物扱い廃止[3]。無人駅化[4]（簡易委託駅化）。
- 1987年（昭和62年）4月1日：国鉄分割民営化により西日本旅客鉄道（JR西日本）に継承[2]。
- 2009年（平成21年）：簡易委託解除。
- 2018年（平成30年）7月6日：豪雨災害により営業休止。
- 2019年（平成31年）4月4日：三次駅 - 中三田駅間で暫定的に運転再開[5]。

## 駅構造
島式ホーム1面2線を持ち列車の行き違いが出来る地上駅である。線路北側に古びた木造瓦葺の駅舎があり、ホームへは構内踏切で連絡している。三次鉄道部管理の無人駅となっており、自動券売機等の設備もない。かつては個人商店での乗車券が委託販売されていた簡易委託駅であった。

### のりば
| のりば | 路線   | 方向 | 行先               |
| ------ | ------ | ---- | ------------------ |
| 1      | 芸備線 | 上り | 三次・備後庄原方面 |
| 2      | 芸備線 | 下り | 志和口・広島方面   |

- 2016年3月現在、ホームの方面案内板にのりば番号が表記されている。

## 利用状況
1日平均の乗車人員は以下の通り。
| 年度                | 1日平均 乗車人員 | 出典   |
| ------------------- | ---------------- | ------ |
| 2002年（平成14年）  | 92               | [ 7 ]  |
| 2003年（平成15年）  |                  |        |
| 2004年（平成16年）  |                  |        |
| 2005年（平成17年）  |                  |        |
| 2006年（平成18年）  |                  |        |
| 2007年（平成19年）  |                  |        |
| 2008年（平成20年）  |                  |        |
| 2009年（平成21年）  |                  |        |
| 2010年（平成22年）  |                  |        |
| 2011年（平成23年）  | 43               | [ 8 ]  |
| 2012年（平成24年）  | 42               | [ 8 ]  |
| 2013年（平成25年）  | 46               | [ 8 ]  |
| 2014年（平成26年）  | 49               | [ 8 ]  |
| 2015年（平成27年）  | 42               | [ 8 ]  |
| 2016年（平成28年）  | 47               | [ 8 ]  |
| 2017年（平成29年）  | 44               | [ 8 ]  |
| 2018年（平成30年）  | 32               | [ 8 ]  |
| 2019年（令和 元年） | 33               | [ 8 ]  |
| 2020年（令和02年）  | 41               | [ 9 ]  |
| 2021年（令和03年）  | 35               | [ 10 ] |

## 駅周辺
- 川地郵便局
- 三次市立川地小学校
  - 三次市立志和地小学校 - 2012年（平成24年）3月末で閉校し、三次市立川地小学校に統合[11]
- 三次市立青河小学校
- 江の川
- 国道54号
- 江の川パーキングエリア - 中国自動車道

## 隣の駅
西日本旅客鉄道（JR西日本）
 芸備線
■快速「みよしライナー」
通過
■普通
西三次駅 - 志和地駅 - 上川立駅